# Międzywydziałowe Indywidualne Studia Humanistyczne Uniwersytetu Śląskiego
Międzywydziałowe Indywidualne Studia Humanistyczne Uniwersytetu Śląskiego w Katowicach –  międzywydziałowa jednostka organizacyjna istniejąca w latach 1997-2014, którą współtworzyły:
- Wydział Filologiczny (filologia polska, filologia klasyczna, filologie obce, kulturoznawstwo, bibliotekoznawstwo i informacja naukowo-techniczna),
- Wydział Nauk Społecznych (filozofia, historia, socjologia, politologia),
- Wydział Pedagogiki i Psychologii (pedagogika, psychologia),
- Wydział Prawa i Administracji (prawo, administracja),
- Wydział Teologiczny (teologia).

Studenci MISH mogli także uczestniczyć w zajęciach na innych wydziałach UŚ, innych uczelniach oraz w Polskiej Akademii Nauk.
4 marca 1997 Senat Uniwersytetu Śląskiego w Katowicach zaakceptował propozycję uruchomienia Międzywydziałowych Indywidualnych Studiów Humanistycznych. Powołanie tej jednostki miało na celu wykształcenie współczesnych humanistów, którzy po ukończeniu studiów byliby lepiej przygotowani do wymogów rynku pracy. 
Międzywydziałowe Indywidualne Studia Humanistyczne prowadzone były jako studia stacjonarne licencjackie, jednolite magisterskie oraz magisterskie uzupełniające. W przypadku ubiegania się o więcej niż jeden dyplom, student miał możliwość przedłużenia studiów o rok.
Każdy student MISH znajduje się pod stałą opieką tutora – pracownika naukowego, który dba o jego rozwój intelektualny i pomaga w rozwiązaniu najtrudniejszych problemów. Opiekun naukowy pomaga studentowi również w wyborze kierunku, programu studiów oraz jego realizacji. Co semestr, student wraz z tutorem ustalają indywidualny plan zajęć, składający się z wybranych przedmiotów.
14 lutego 2014 zarządzeniem Rektora Uniwersytetu Śląskiego Jego Magnificencji prof. dr hab. Wiesława Banysia rozpoczęło działalność Kolegium Indywidualnych Studiów Międzyobszarowych.
Kolegium ISM stanowi połączenie i rozwinięcie istniejących na Uniwersytecie Śląskim jednostek prowadzących kształcenie interdyscyplinarne: Międzywydziałowych Indywidualnych Studiów Humanistycznych (MISH) i Międzywydziałowych Indywidualnych Studiów Matematyczno-Przyrodniczych. 

## Władze
- Dyrektor: prof. dr hab. Ryszard Koziołek
- Zastępca dyrektora: dr hab. Edyta Sierka, prof. UŚ
- Zastępca dyrektora: dr hab. Tomasz Nawrocki, prof. UŚ
- Dyrektor w latach 1997-2012, inicjatorka powstania MISH UŚ: prof. dr hab. Olga Wolińska

## Rada Naukowa MISH
Jest to organ kolegialny podejmujący decyzje o najważniejszych sprawach jednostki. Posiedzenia Rady odbywają się dwa razy w roku. Członkowie Rady Naukowej są również ambasadorami MISH na wydziałach, które reprezentują. Do Rady MISH należy także przedstawiciel Samorządu Studenckiego, dzięki czemu studenci mają możliwość uczestnictwa w kształtowaniu swojego kierunku studiów. Rada Naukowa jest odpowiednikiem Rady Wydziału.

## Kariery absolwentów
- Marta Baron-Milian – literaturoznawczyni, kulturoznawczyni
- Tomasz Burdzik – naukowiec, podróżnik[1]
- Jacek Madeja – reporter „Gazety Wyborczej”
- Szczepan Twardoch – pisarz, publicysta
- Michał Wroński – reporter „Dziennika Zachodniego”